# Wilhelm Müller (politik)
Wilhelm Müller (17. května 1879 – 7. listopadu 1949) byl československý politik německé národnosti a meziválečný senátor Národního shromáždění ČSR za Sudetoněmeckou stranu (SdP).

## Biografie
Profesí byl dle údajů k roku 1935 dělníkem ve Starých Pavlovicích.
V parlamentních volbách v roce 1935 získal za Sudetoněmeckou stranu senátorské křeslo v Národním shromáždění. V senátu setrval do října 1938, kdy jeho mandát zanikl v důsledku změn hranic Československa.